# Kondotier (książka)

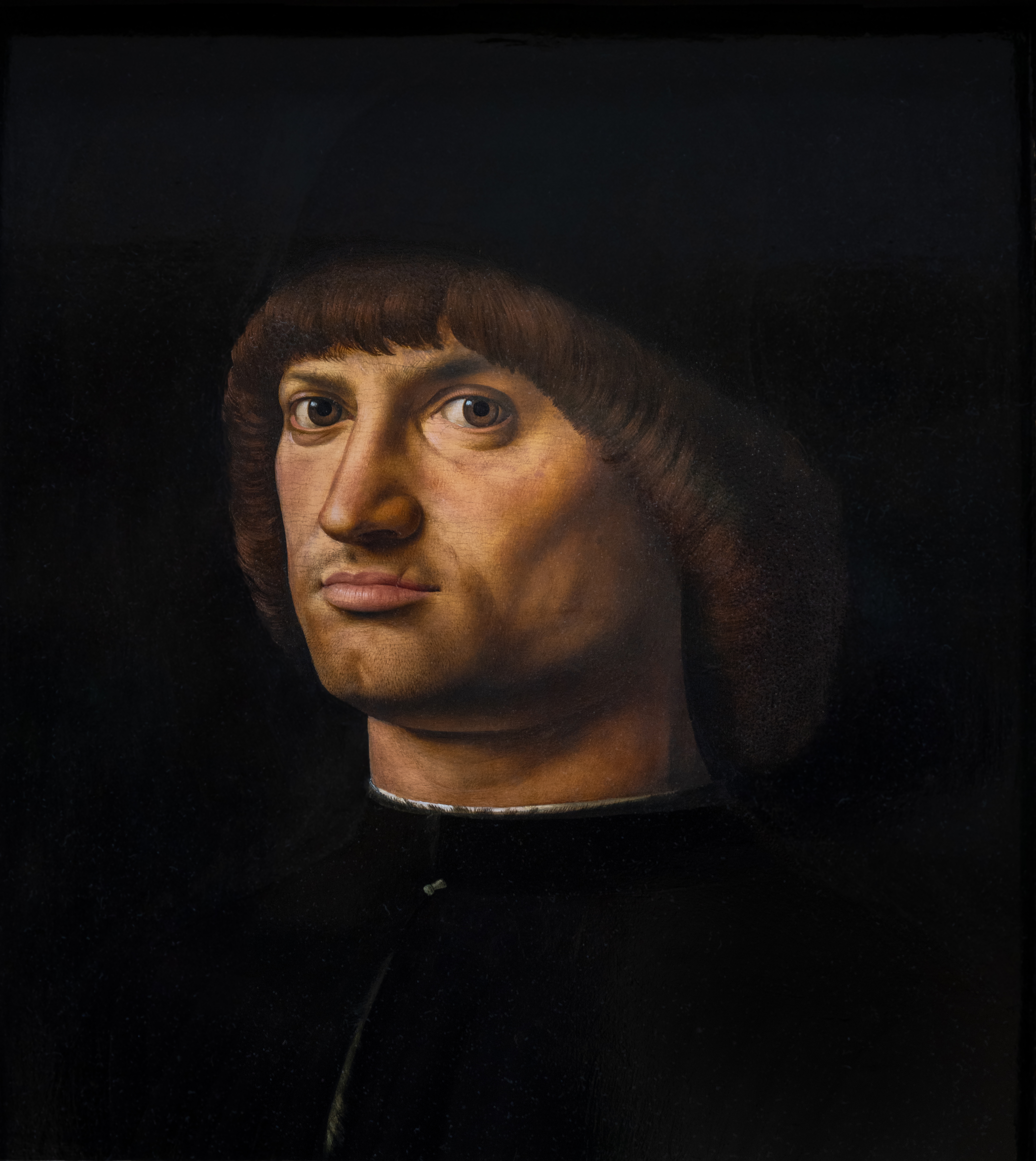
Kondotier Antonella da Messina

Kondotier – pierwsza, młodzieńcza powieść Georges'a Pereca. Dzieło zostało ukończone w 1960 roku, jednak w tym czasie nie znalazło wydawcy. Odnaleziono je już po odejściu autora i wydano w trzydziestolecie jego śmierci.
Centralną postacią w powieści jest Gaspard Winckler, specjalista w fałszowaniu renesansowych dzieł sztuki. Winckler przyjmuje zlecenie Anatole’a Madery i stara się stworzyć portret Kondotiera doskonalszy od oryginału znajdującego się w Luwrze. Do czego popchnie fałszerza poczucie porażki po ukończeniu dzieła, które nie spełnia jego własnych oczekiwań? 
.